# Ophiura rouchi
Ophiura rouchi är en ormstjärneart som först beskrevs av Jean Baptiste François René Koehler 1912.  Ophiura rouchi ingår i släktet Ophiura och familjen fransormstjärnor. Inga underarter finns listade i Catalogue of Life.